# Гофио

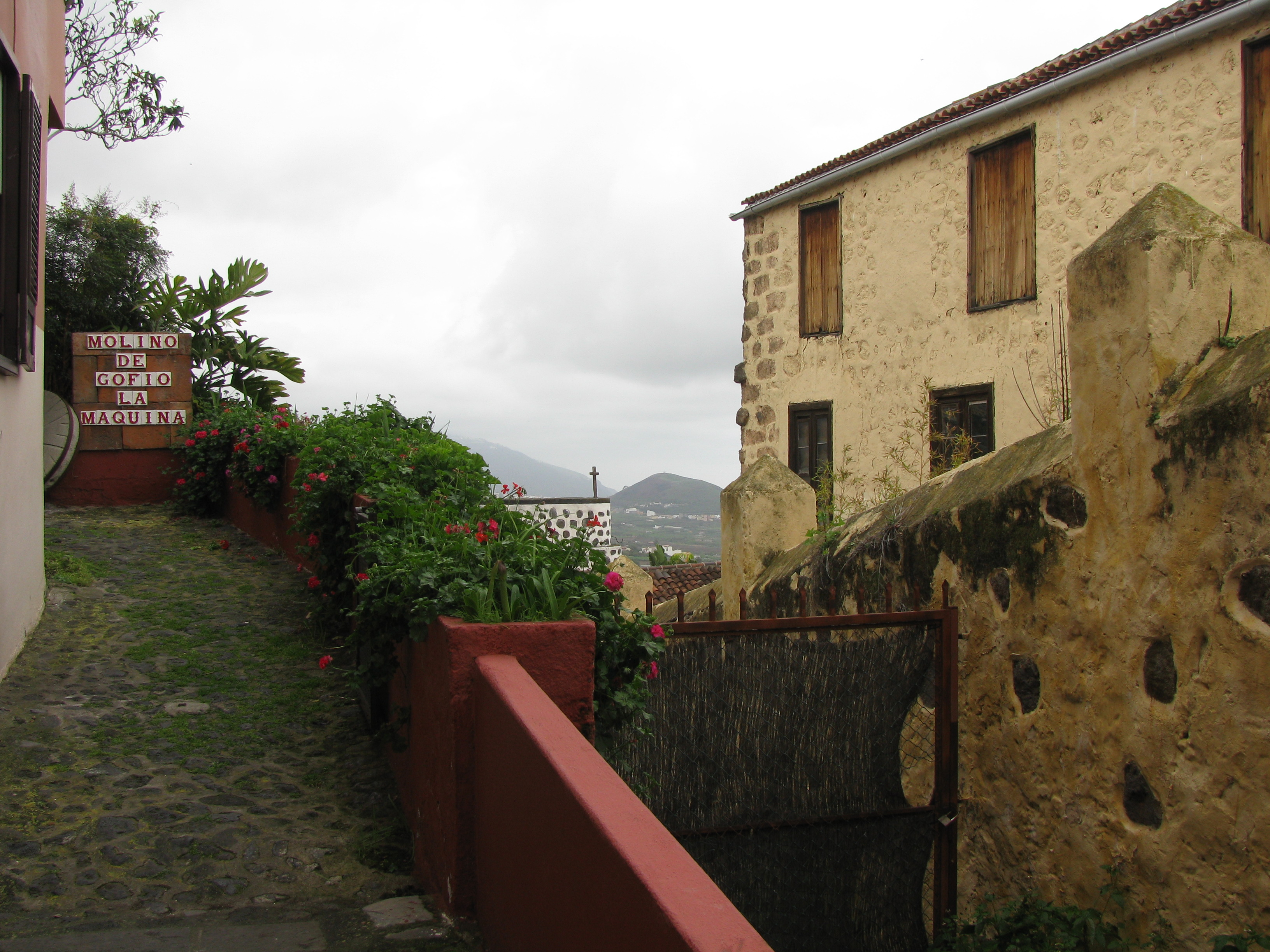
Мельница Гофио, Оротава, Тенерифе

Гофио — национальное блюдо Канарских островов. Представляет собой муку из жареных зёрен (обычно пшеницы или определённых сортов кукурузы) или из других растений, содержащих крахмал (фасоли или, согласно исторической традиции, корней папоротника). Некоторые сорта гофио содержат небольшой процент соли. Гофио был важным ингредиентом в канарской кухне на протяжении долгого времени, и канарские эмигранты распространяли его использование в Карибском регионе (Куба, Доминиканская Республика, Пуэрто-Рико и Венесуэла) и в Южной Америке (Аргентина, Уругвай и Чили)
Гофио, как полагают, был основным продуктом в рационе гуанчей — коренных жителей Канарских островов, который готовили его из ячменя и корневищ некоторых видов папоротников (орляка и др.). Гофио из папоротников производили вплоть до XX века, особенно во время голода. Название «Гофио» происходит от наименования этого продукта в языке аборигенов с острова Гран-Канария, а на соседнем Тенерифе гофио был известен как «ахорен». Среди берберов Северной Африки (от которых предположительно происходят гуанчи) поджаренную ячменную муку, схожую в применении с гофио, называют «аркуль». В Марокко тосты муки также смешиваются с миндальным тестом, мёдом, аргановым маслом, анисом, фенхелем, семенами кунжута — из всего этого делается «Sellou» (также называемый «Zamita» или «Slilou» в некоторых регионах). Сладкая паста известна своим длительным сроком хранения и высокой питательной ценностью. Мука из поджаренного зерна также известна в кухне других народов мира, например, тибетская цампа, а также толокно. Обжарка зерна уничтожает плесень и токсины и способствует улучшению вкуса.
Гофио был одним из продуктов экипажа «Ра-II» Тура Хейердала, когда он пытался пересечь Атлантику на борту папирусного корабля, с помощью Канарского течения в 1970 году.
Гофио на Канарских островах в настоящее время производится из зерновых нескольких типов, к которым относятся не только кукуруза и пшеница, но и рожь, ячмень и т. д. На Фуэртевентуре гофио готовят из бобов нута и люпина.
В качестве компонента гофио иногда добавляют в супы, соусы, мороженое. Срок хранения гофио весьма продолжителен. После Испанской гражданской войны гофио (иногда смешиваемый с водой, сахаром, молоком) вновь стал на долгое время основным продуктом на Канарских островах.